# Calligonum aphyllum
Calligonum aphyllum là một loài thực vật có hoa trong họ Rau răm. Loài này được (Pall.) Gürke mô tả khoa học đầu tiên năm 1897.